# من شيم العرب
من شيم العرب كتاب من تأليف فهد المارك ذكر فيه قرابة 156 قصة حقيقية وقع معظمها في السعودية تتحدث عن الشيم والأخلاق العربية الأصيلة من الوفاء والعفو وحرمة الجوار وغيرها.

## أجزاء الكتاب وفصوله
لم يصدر كتاب من شيم العرب في أجزائه الأربعة دفعة واحدة وإنما صدر في البداية الجزء الأول ثم تبعته بقية الأجزاء على دفعات 

### الجزء الأول
صدر في البداية الجزء الأول الذي تم طباعته عام 1375 هـ 1956م ثم طُبع مرة ثانية عام 1963م ثم وعد الكاتب بجزء ثاني يصدر قريبا
احتوى الجزء الأول على أربعة فصول 

#### الفصل الأول الوفاء
وقد احتوى على 5 قصص وهي:
- مهمل المهادي ومفرج السبيعي (وقعت في القرن الثاني عشر للهجرة)
- ماجد الحثربي ومُفَوّز التجغيف (وقعت بين عامي 1190هـ و 1200 هـ)
- نهار وصالح الأحمدي (وقعت تقريبا 1330 هـ)
- عجمي بن سعدون وكوكس الإنجليزي (وقعت وقت الحرب العالمية الأولى سنة 1333 هـ)
- رفاع بن ركب وجذيل بن لغيصم الأسلمي الشمري (وقعت عام 1335هـ)

#### الفصل الثاني الأمانة
وقد احتوى على 15 قصة، وهي:
- عايد التميمي وحمد بن شتيوي (1288هـ)
- صالح المجراد (1289هـ)
- عايد التميمي والعسافي (1295هـ)
- علي العبيد والحاج الإيراني (1307 هـ)
- ابن جليدان الدهمشي (وقعت بين عامي 1328 هـ - 1332 هـ)
- عقلى بن شبيب (وقعت بين عامي 1337 هـ - 1343 هـ)
- غنام الشباطي وعبد العزيز العريفي (1338هـ)
- عبد الرحمن بن محمد آل الشيخ (وقعت بين عامي 1340 هـ - 1345 هـ)

< >

#### الفصل الثالث العفو
وقد احتوى على 8 قصص، وهي:
- قصة عدوان بن طوالة وعقاب بن سعدون العواجي (حدثت تقريبا 1245 هـ)
- قصة صطام الذهبي وفيصل العماج (حدثت بين عامي 1251هـ - 1255هـ)
- قصة عبد الله بن علي بن رشيد وأبو هادي (حدثت عام 1259هـ)
- قصة نيف بن حيمر بن قشعم مع عجب بن عجبة (حدثت عام 1301 هـ)
- قصة خلف المفرح الملقب بالضابط (حدثت عام 1338 هـ)
- قصة مقعد الدهينة وهلال ابن عمه (حدثت عام 1344 هـ)
- قصة عُقلى بن غمور وصاحبه (حدثت عام 1351 هـ)
- قصة مذهان بن شنان بن غافل مع سمران العود الشمري (حدثت في رمضان عام 1356 هـ)

#### الفصل الرابع في عفة نساء العرب
وقد احتوى على خمس قصص، وهي:
- قصة كنعان الطيار مع ابنة عدوان ابن طوالة (حدثت بين عامي 1222هـ - 1230هـ)
- قصة بشير بن ضبيعان مع ضيفه علي بن غترة (حدثت بين عامي 1323هـ - 1327هـ)
- قصة غريب بن معيقل الشمري مع معشوقته وديدة (حدثت بين عامي 1325هـ - 1330هـ)
- قصة العفري بنت مغير بن زويمل مع معشوقها هطيل (حدثت تقريبا عام 1333 هـ)
- قصة طخة ابنة ابن عزيز مع ابن قشعم (حدثت تقريبا بين عامي 1300 هـ - 1305هـ)

## الآراء
- قال عنه عبد الله الحامد «من شيم العرب» الذي اعتنى بالجانب البطولي من القصص الشعبي، حيث يمتزج الواقع بشيء من الخيال، يصحب دائما البطولة في كل مظاهرها.[2]
- كتب عنه عبد الرحيم الأحمدي: كان هدف المارك من إصدار«من شيم العرب» تحقيق أمرين (الأول) إشاعة الخلق الكريم.(الثاني) رد الاعتبار للمجتمع البدوي الذي وصم بالبدائية المتوحشة وبكثير من المتاعب دون ذكر حسنات، إلى أمور أخرى من الآداب والمثل والتأريخ.

عندما صدر كتاب المارك وجد صدى واسعاً وقبولا حسناً وتسابقاً لاقتنائه، واستحثاثاً لاستكماله، وهب القراء من أصحاب المرويات لتزويد المارك بما لديهم مما يقع في دائرة الشيم، كما قام آخرون بتدوين تجاربهم ومروياتهم واصدارها في كتب، وظهرت برامج«من البادية» في الإذاعة ومن ثم في التلفزيون.